# Kölbult
Kölbult, grova stänger, gängade i båda ändar, för montering av utvändig barlastköl - i äldre båtar eller skepp av varmförzinkat stål eller brons, men numera oftast av rostfritt stål. Kölbultarna slås på plats genom bottenstockar och köl och säkras i kölen med muttrar i speciella bultfickor, på bottenstockar med brickor och muttrar.